# O ataque de John Brown a Harpers Ferry
O Ataque de John Brown a Harpers Ferry  foi um esforço do abolicionista John Brown, de 16 a 18 de outubro de 1859, para iniciar uma revolta de escravos nos estados do sul, assumindo o controle do arsenal dos Estados Unidos em Harpers Ferry, Virgínia (desde 1863, Virgínia Ocidental). Foi chamado de ensaio geral ou prelúdio trágico da Guerra Civil. :5
O partido de 22 pessoas de Brown  foi derrotado por uma companhia de fuzileiros navais dos EUA, liderada pelo primeiro-tenente Israel Greene. Dez dos invasores foram mortos durante a operação, sete foram julgados e executados posteriormente e cinco escaparam. Vários dos presentes no ataque estariam mais tarde envolvidos na Guerra Civil: o coronel Robert E. Lee estava no comando geral da operação para retomar o arsenal. Stonewall Jackson e Jeb Stuart estavam entre as tropas que guardavam Brown preso, e John Wilkes Booth foi um espectador da execução de Brown. John Brown havia originalmente convidado Harriet Tubman e Frederick Douglass, que ele conheceu em seus anos de transformação como abolicionista em Springfield, Massachusetts, para se juntarem a ele em seu ataque, mas Tubman foi impedida por doença e Douglass recusou, pois acreditava que Brown's plano era suicida.